# MP4
Az MP4 (vagy MPEG-4 Part 14) egy digitális médiaformátum, amely videók és hangfájlok tárolására szolgál, de egyéb médiumokat, például feliratokat és képeket is tárolhat. Mint a legtöbb modern fájlformátum, az MP4 is lehetővé teszi az interneten való streamet. Az egyetlen fájlnév-kiterjesztés az MPEG-4 Part 14 fájlokra az .mp4.
A legtöbb hordozható médialejátszót általában MP4 lejátszóként hirdetik, de némelyikük egyszerű MP3 lejátszó, amelyek videóformátumokat is lejátszanak.
Az MP4 egy példája az általánosabb ISO/IEC 14496-12:2004 fájlformátumnak, amely közvetlenül a QuickTime fájlformátumon alapul.
Az MPEG-4 fájlformátum a 2001-ben megjelent QuickTime formátumon alapul. Az MPEG-4 formátum első verziója 2001-ben jelent meg, ISO/IEC 14496-1:2001 néven, amely az MPEG-4 Part 1: Systems nevű, 1999-ben megjelent specifikáció újragondolása (ISO/IEC 14496-1:1999).